# Hilaire Belloc
Hilaire Belloc (La Celle-Saint-Cloud, Francuska, 1870. – 1953.), engleski i francuski povjesničar. Vjerojatno je najpoznatiji i najutjecajniji katolički povjesničar posljednjih dvjesta godina. Njegovo iznimno razumijevanje središnje uloge katoličke vjere u oblikovanju zapadne civilizacije, od vremena Krista pa do danas, i danas mnogima otvara oči.

## Životopis
Rodio se 1870. godine u mjestu La Celle-Saint-Cloud u Francuskoj. Otac mu je bio Francuz, istaknut pravnik, a majka Engleskinja. Poslije očeve smrti obitelj se preselila u Englesku. Hilaire je odslužio vojni rok u Francuskoj, a potom se vratio na fakultet Balliol Oxfordskog sveučilišta, gdje je 1895. diplomirao povijest izvrsnim uspjehom. Govorilo se da je imao ambiciju napisati katoličku povijest svojih dviju domovina, Francuske i Engleske. Godine 1896. oženio je Elodie Hogan iz Napea u Kaliforniji i imali su dva sina i dvije kćeri. Tijekom pedeset godina, sve do moždanog udara koji je doživio 1946. godine, napisao je više od sto knjiga s područja povijesti, ekonomije, vojne znanosti i putovanja, a pisao je i romane i poeziju. Napisao je i stotine članaka za časopise i novine. Jedno je vrijeme bio član engleskog Zastupničkog doma, te je uređivao list Eye-Witness.
Kao povjesničar uvelike je zaslužan za ispravljanje nekada gotovo univerzalne whigovske interpretacije britanske povijesti, koja je veličinu Velike Britanije pripisivala anglosaskim i protestantskim temeljima te zemlje. S još nekim kršćanskim autorima zastupao distribucionizam.

## Djela
Izabrani naslovi:
- Ropska država (eng. The Servile State), 1912.
- Kako je nastala reformacija (eng. How the Reformation Happened), 1928.
- Stari i novi neprijatelji Katoličke crkve, 1929.
- Velike hereze, 1938.